# Арцимович, Адам Антонович
Ада́м Анто́нович Арцимо́вич (28 декабря 1829, Белосток — 15 января 1893, Одесса) — третий самарский губернатор, попечитель Одесского учебного округа.

## Происхождение
Родился 24 декабря 1828 года в Белостоке.
Католического вероисповедания. Отец — Антон Фёдорович Арцимович (1789—1857), служил учителем, с 1814 года по судейской части, дослужился до чина действительного статского советника, дававшего потомственное дворянство; член совета министра Государственных имуществ; имел ученую степень доктора философии (по другим данным звание профессора математики и астрономии) Виленского университета. Мать — Евфросинья Антоновна, урожд. Врубель — сестра (?) генерала М. А. Врубеля.
В семье было 6 детей; кроме Адама: Флора (15.09.1818—10.02.1892); Виктор (19.04.1820—02.03.1893); Пелагея (08.08.1822—03.02.1863), замужем за А. К. Красовским; Анна (20.10.1826—??.02.1902]), замужем за К. С. Арциховским; Антон (26.05.1832—16.10.1910), сенатор.

## Биография

Адам Антонович Арцимович с дочерью Марией

Окончил Белостокскую гимназию и Императорское училище правоведения (1849). Начал службу в чине титулярного советника 18 мая 1849 года в 1-м департаменте Сената.
С 1857 года он служил чиновником при оренбургском и самарском генерал-губернаторах; был управляющим канцелярией. На этой должности Арцимович проявил «замечательные» административные способности в деле подготовки по освобождению крестьян от крепостной зависимости. Принимал участие в ревизии Западной Сибири.
После этого Арцимович стал работать чиновником по особым поручениям при оренбургском и самарском генерал-губернаторе. 25 марта 1860 года он по рекомендации прошлого губернатора К.Грота, срочно отозванного на службу в Санкт-Петербург, был назначен временно исполнять обязанности самарского губернатора; 16 мая приехал из Оренбурга в Самару, но занимать пост губернатора официально он не имел права, так как имел чин статского советника. Но уже 3 июня 1860 года он был произведён в действительные статские советники и с 1 января 1861 года был назначен Самарским губернатором (указ о его назначении был издан 05.01.1861). Официально на должность он был утверждён министром внутренних дел С. С. Ланским 4 августа 1861 года. На этом посту он находился до 23 мая 1862 года. Ему пришлось начинать реформы Александра II в Самарской губернии.
При Арцимовиче началось формирование в заволжских степях Самарской губернии района товарного земледелия, что позволило обеспечить колоссальный рост самой Самары — с 1861 по 1897 год число самарских жителей увеличилось на 226,1 %. Были открыты телеграфная контора (24.10.1860) и городской общественный банк (14.03.1861). В 1861 году был построен новый Кафедральный собор во имя Покрова Пресвятой Богородицы.

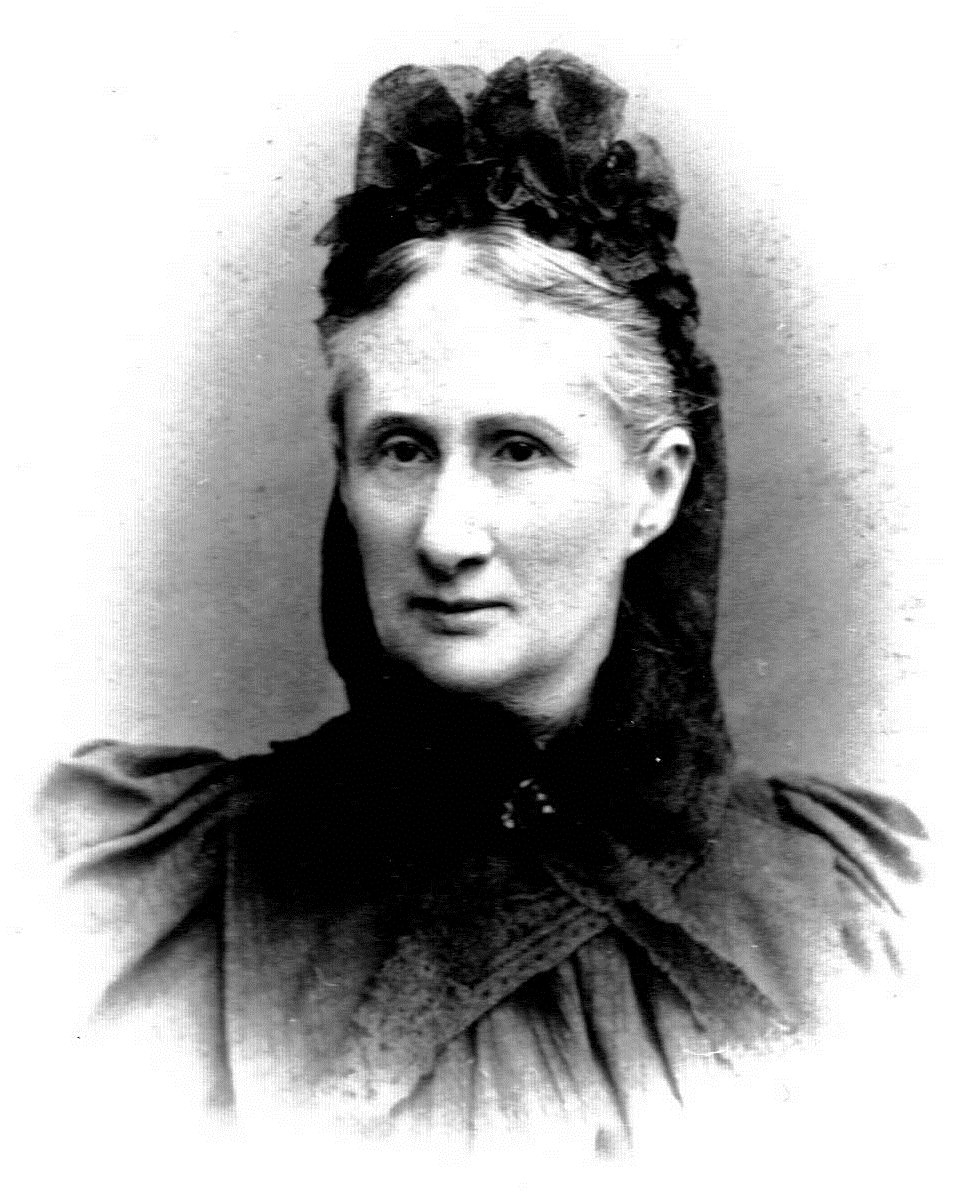
Эмилия Кожуховская (жена)

17 апреля 1862 г. Арцимовича перевели на должность попечителя Одесского учебного округа. В 1862 году он получил орден Св. Владимира 3-й степени; в 1864 году он был награждён орденом Св. Станислава 1-й степени.
Умер 15 января 1893 года в Одессе.

## Семья
Жена — Эмилия Кожуховская. Их дети:
- Мария (02.12.1872—17.08.1942), была замужем за Валентином Александровичем Тернавцевым
- Людвиг (1898—1957)
- Михаил